# لوسیماخه
لوسیماخه نام دو شخصیت در اساطیر یونانی است:
- لوسیماخه، دختر عباس و سیرینه. او با تالائوس پادشاه آرگوس ازدواج کرد و این فرزندان را به دنیا آوردند: آدراستوس، پروناکس، مایتیدیس، ایریفیل، میسیستیوس و آستینومه.[۱]
- لوسیماخه، یکی از دختران پریام، پادشاه تروی.[۲]